# Monumento al Esfuerzo
El Monumento al Esfuerzo, o también Armenia, fruto del esfuerzo es una estatua en bronce emplazada en la Plaza de Bolívar, en la ciudad colombiana de Armenia, Quindío, en conmemoración a la colonización Antioqueña que la hizo posible. Esculpida por Rodrigo Arenas Betancourt escultor Antioqueño e instalada en 1978. Aunque Rodrigo Arenas esculpía sus monumentos dando lugar a diversas interpretaciones, la principal interpretación del monumento al esfuerzo es la fuerza y el trabajo del hombre y la mujer que vinieron de tierras lejanas para colonizar estas tierras.
Se inspira en la obra Horizontes de Francisco Antonio Cano que muestra a dos campesinos cargando un bebé y señalando un punto en el horizonte que esperan colonizar.

## Descripción
Las tres piezas del monumento son: un tronco hecho de hierro y concreto, pintado de negro y que recoge el simbolismo pasado del desbroce de la selva; un hombre inclinado como lanzando una jabalina, que tiene los pies sobre el tronco pero puestos en forma sutil, vestido con ramas de cafetos, y que representa la fuerza y el trabajo; y una mujer mirando hacia el cielo en posición horizontal, cargada por el hombre, sostenida por encima de la cabeza de él, vestida ella con un traje de gala enterizo ceñido al cuerpo. De su espalda salen unas alas de ángel. Pareciera que el hombre la fuera a lanzar hacia el cielo y ella, como cualquier ser alado, estuviera lista para volar. Ella representa el esfuerzo, es decir la entereza, la voluntad, la perseverancia para triunfar y llegar lejos, como lo hicieron los colonizadores y fundadores de los pueblos del Quindío.